# 大河镇 (富源县)
大河镇，是中华人民共和国云南省曲靖市富源县下辖的一个镇。

## 行政区划
大河镇下辖以下地区：
脑上社区、庵子冲村、黄泥村、白马村、磨盘村、圭山村、篆湾村、格宗村、黄竹村、起铺村、长坪村、白岩村、大河村、青龙村、铜厂村、恩乐村和挑担村。